# Centre Aznavour
Le Centre Aznavour,, est le premier projet culturel de la Fondation Aznavour.

## Histoire
Le bâtiment actuel a été inauguré le 7 octobre 2011 en présence du président français Nicolas Sarkozy, du président arménien Serge Sarkissian et de Charles Aznavour lui-même.
Le centre est situé à Erevan, au sommet de la colline Cascade.
Le président français Emmanuel Macron et le président de l'Arménie Armen Sarkissian étaient présents à la présentation du projet du Centre Aznavour en octobre 2018.

## Activités depuis 2018
Le Centre Aznavour accueille des événements éducatifs et culturels : des concerts, des expositions, des conférences.

### Musée interactif
En 2021 le Centre Aznavour envisage d'inaugurer sous son toit un musée interactif, dans les dix salles duquel les étapes clés de la vie de Charles Aznavour seront présentées : de l'histoire familiale à la reconnaissance mondiale. Son histoire personnelle sera présentée par un audio-guide enregistré par Charles Aznavour. Les salles seront également fonctionnelles, offrant aux visiteurs la possibilité d’enregistrer et de mixer des chansons, etc..

### Centre culturel et éducatif
Le Centre Aznavour disposera également d'un centre éducatif et culturel axé sur trois domaines : le cinéma, la musique et le français.

#### Enseignement du français
Le Centre Aznavour proposera des cours d'enseignement du français où, parallèlement aux méthodes traditionnelles, une nouvelle méthode d'apprentissage du français sera utilisée, basée sur les paroles des chansons d'Aznavour. Grâce à la coopération avec l'Institut Français, une riche médiathèque sera créée.